# Rhynchosia rhomboidea
Rhynchosia rhomboidea är en ärtväxtart som beskrevs av George Bentham. Rhynchosia rhomboidea ingår i släktet Rhynchosia och familjen ärtväxter. Inga underarter finns listade i Catalogue of Life.